# Witley
Witley is een civil parish in het bestuurlijke gebied Waverley, in het Engelse graafschap Surrey met 4088 inwoners.
De schrijfster George Eliot woonde hier gedurende de laatste jaren van haar leven (1877-1880).